# باسم النبريص
باسم النبريص شاعر وكاتب فلسطيني، من روّاد المشهد الثقافي في فلسطين بعد حرب حزيران.

## حياته
ولد في قطاع غزة، مخيم خان يونس للاّجئين الفلسطينيين، عام 1960. انتقل للدراسة في جمهورية مصر العربية، وانفتح على ينابيع الثقافة العربية والأجنبية، حصل على شهادة الليسانس من جامعة القاهرة عام 1981، ثم عاد إلى مسقط رأسه.
مارس النبريص الكتابة مبكراً، وبدأ بنشر نتاجه الأدبي في الصحافة المقدسية، منذ العام 1976، وكان من مؤسسي اتحاد الكتاب الفلسطينيين تحت الاحتلال أوائل الثمانينات.
صدر ديوانه الأول، «تأملات الولد الصعلوك» عن الاتحاد بالقدس عام 1990، وأصدر حتى الآن سبعة دواوين شعرية، في كل من القدس ورام الله والجزائر، وكتاباً عن الحرب على غزة 2008–2009، بعنوان «يوميّات الحرب على غزة» كتبه ونشره أثناء الحرب، في موقع إيلاف الإلكتروني، وصدر بعد ذلك في باريس وتونس عن دار التوباد، ثم تُرجم للغة الفرنسية، ويُنتظر صدوره قريباً.
شارك في عام 2005 في مهرجان أصوات البحر المتوسط في مدينة لوديف، جنوب فرنسا باسم النبريص.
قدم برنامج المشهد الثقافي عبر إذاعة صوت الوطن الفلسطينية بين عامي 2011 - 2012

## مشاركاته الأدبية
شارك في عدة مهرجانات شعرية في دول عدة ومنها:
- مهرجان المربد الثقافي - العراق - 1999
- مهرجان لوديف الشعري - فرنسا - 2005
- في عام 2010 شارك في مهرجان «ليدبري» الشعري بلندن، بقصائده فقط حيث احتجّ على معاملة السفارة البريطانية لأهالي قطاع غزة المحاصر، ورفضَ السفر.

## مؤلفاته
- تأملات الولد الصعلوك - عن اتحاد الكتاب الفلسطينين - القدس 1987
- نظم العقل الخالص - وزارة الثقافة الفلسطينية - رام الله 2000
- الأعمال الشعرية - المؤسسة الفلسطينية للإرشاد القومي - رام الله 2003
- ليلة القصائد القصيرة - وزارة الثقافة الفلسطينية - رام الله 2004
- مقال في معنى الريح - مركز أوغاريت الثقافي - رام الله 2005
- يوميات الحرب على غزة- دار التوباد - تونس 2011
- مشاغل في غرفة - مؤسسة ميم للنشر - الجزائر 2012
- بهجة اللامسمى - مؤسسة ميم للنشر - الجزائر 2013
- كل الأحجار - نادي القلم الدولي - اسبانيا 2014

## أحداث
- في صيف 2007 أُلقى ملثمون قنبلة يدوية على منزله، نجت منها عائلته، وأصيب هو في عينيه، كما أُصيبت ابنته وأمه إصابات طفيفة، وذلك بسبب مقالاته المعارضة للفساد العلمانوي والديكتاتورية الثيوقراطية.[4]

1. ↑  "باسم النبريص". 28 يوليو 2012. مؤرشف من الأصل في 2020-05-11. اطلع عليه بتاريخ 2017-02-02.{{استشهاد ويب}}:  صيانة الاستشهاد: BOT: original URL status unknown (link)
2. ↑  باسم النبريص نسخة محفوظة 26 يناير 2020 على موقع واي باك مشين.
3. ↑  وجوه من لوديف (2/2) نسخة محفوظة 11 سبتمبر 2020 على موقع واي باك مشين.
4. ↑  إلقاء عبوة حارقة على منزل الشاعر باسم النبريص، نص إضافي. نسخة محفوظة 9 يناير 2020 على موقع واي باك مشين.